# Vuelo 210 de Bellview Airlines
El vuelo 210 de Bellview Airlines era un vuelo programado de pasajeros nacionales de un Boeing 737-200 desde el aeropuerto Internacional Murtala Muhammed a aeropuerto Internacional de Nnamdi Azikiwe. El 22 de octubre de 2005, la aeronave se estrelló en Lisa, Estado de Ogun, y mató a las 117 personas a bordo. La causa del accidente nunca se determinó.

## Accidente
El vuelo 210 recibió autorización para la salida del aeropuerto Murtala Muhammed a las 19:28:50 UTC, operando bajo las reglas de vuelo por instrumentos (IFR). Después del despegue cuando la aeronave entró en un viraje a la derecha a las 19:31:52, el controlador de la torre aconsejó a la tripulación que contactara con el controlador de aproximación. A las 19:32:22 el vuelo hizo su primer contacto con el control de aproximación, indicando «Aproximación, Bellview 210 está contigo en un giro a la derecha saliendo de 1600 (pies)». El controlador respondió: «Informe de nuevo pasando uno tres cero». A las 19:32:35 la tripulación confirmó esta comunicación y esa fue la última transmisión del vuelo. A las 19:43:46, el controlador intentó contactar con el vuelo, pero no tuvo éxito. La aeronave se estrelló contra un área de terreno plano ubicada a 14 kilómetros (8,7 millas; 7,6 millas náuticas) al norte del aeropuerto.
Se envió una alerta a la Agencia Nacional de Manejo de Emergencias para iniciar una operación de búsqueda y rescate. La aeronave fue reportada por primera vez el domingo por la mañana por un equipo de búsqueda de helicópteros de la policía cerca de la ciudad rural de Kishi, estado de Oyo, a 400 kilómetros (250 millas; 220 millas náuticas) de Lagos. Se sugirió que 50 personas podrían haber sobrevivido, pero los funcionarios luego se retractaron de las declaraciones sobre la ubicación del avión y los sobrevivientes después de que un equipo de televisión dijo que había encontrado el avión cerca de la aldea de Lisa en el estado de Ogun, a unos 50 kilómetros (31 millas; 27 millas náuticas) de Lagos.
El cráter de impacto cubrió un área de 57 pies por 54 pies y 30 pies de profundidad. Los funcionarios de la Cruz Roja de Nigeria confirmaron que no se habían encontrado signos de sobrevivientes en el lugar. Los 117 a bordo murieron y la aeronave quedó destruida.

## Aeronave

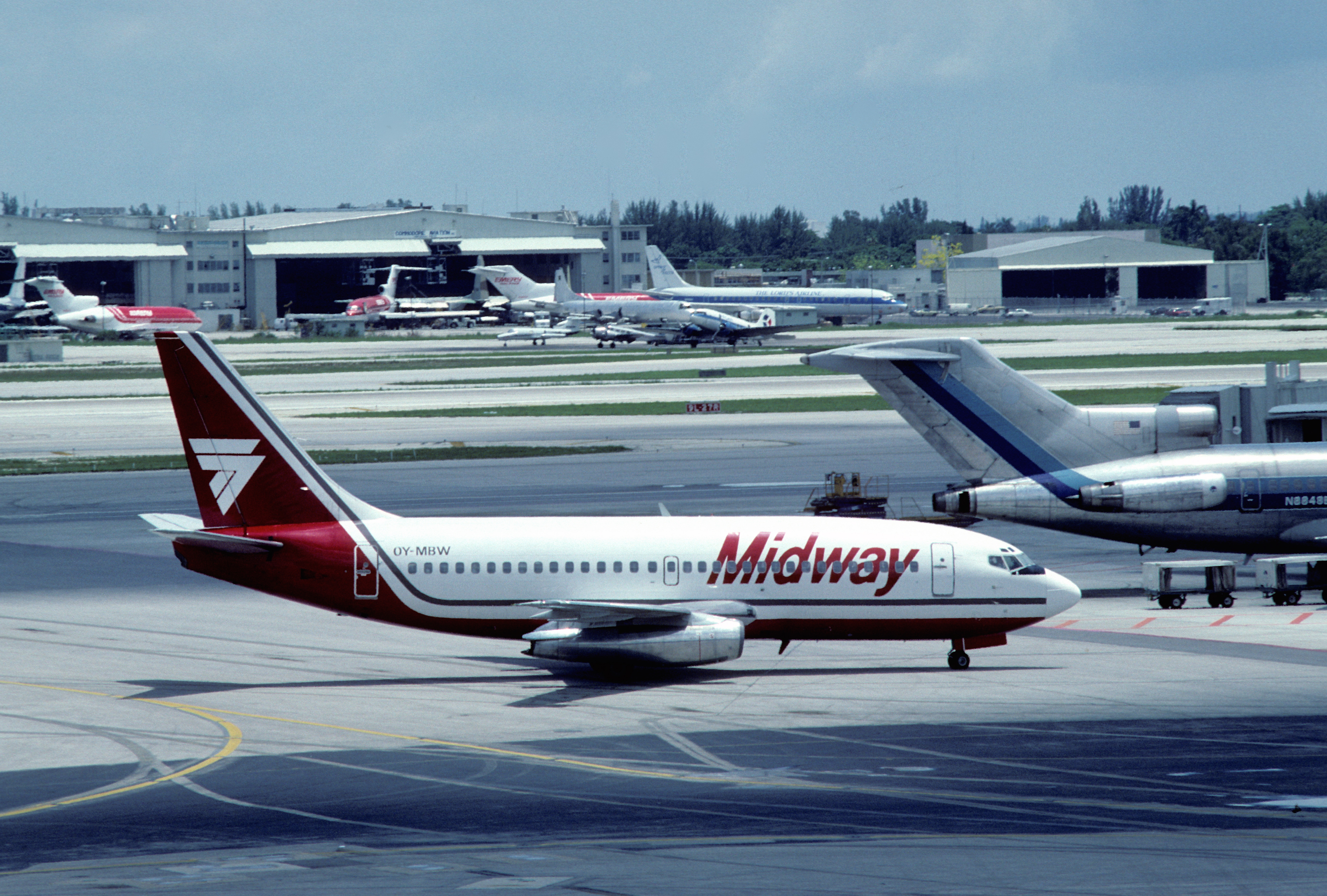
El avión involucrado en el accidente en julio de 1986, fotografiado mientras aun estaba en servicio con Midway Airlines.

El avión (llamado «Resilence») era un Boeing 737-2B7 bimotor registrado en Nigeria como 5N-BFN. El avión se fabricó en 1981 con el número de serie del fabricante 22734 y se entregó por primera vez a Maersk Air antes de ser adquirido por Bellview Airlines. La aeronave había registrado 55,772 horas de vuelo y 36,266 ciclos de despegue/aterrizaje en el momento del accidente. El Boeing ingresó en el Registro de Nigeria el 21 de marzo de 2003. Las inspecciones se llevaron a cabo de conformidad con un programa de mantenimiento aprobado en las instalaciones de Royal Air Maroc (Marruecos) entre el 28 de diciembre de 2004 y el 12 de febrero de 2005. Tenía 24 años.
La última revisión fue realizada en la aeronave por Bellview Airlines Engineers en Lagos en octubre de 2005. La revisión de los registros del motor mostró que el motor n.º 1 se revisó por última vez en agosto de 2004 y se instaló en la aeronave en octubre de 2004, mientras que el motor n.º 2 fue la última vez revisado en mayo de 2005 e instalado el 13 de septiembre de 2005.

## Tripulación y pasajeros
El avión transportaba a 6 tripulantes y 111 pasajeros, la mayoría de los cuales se pensaba que eran nigerianos. También había al menos 10 ghaneses, 2 británicos, un alemán, un sudafricano, un maliense y un ciudadano estadounidense.
La tripulación de la cabina estaba compuesta por el capitán Imasuen Lambert de Okada, Albarka se incorporó a Bellview Airlines en octubre de 2004. Había registrado un total de 13.429 horas de experiencia de vuelo, de las cuales 1053 estaban en el tipo. Lambert había trabajado para Imani Aviation, Okada Air, Gas Air y Kabo Airlines. Estuvo fuera de vuelo activo durante 12 años, entre 1992 y 2004. La entrevista con los pilotos de la compañía que habían volado con el capitán indicó que su desempeño fue satisfactorio.
El primer oficial Eshun Ernest, ciudadano de Ghana, cuya esposa Sarah también estaba a bordo. Tenía menos experiencia que el Capitán Lambert, con un total de 762 horas de vuelo, de las cuales 451 estaban en el tipo. 
El Ingeniero de vuelo era Sanni Steve de la ciudad de Imane, gobierno local de Olamaboro del estado de Kogi. Un pasajero notable fue Cheick Oumar Diarra, un general de Mali y secretario ejecutivo adjunto de la CEDEAO (Comunidad Económica de los Estados de África Occidental).

## Investigación
La investigación de la AIB se vio obstaculizada por la falta de evidencia del registrador de datos y el informe oficial no se publicó hasta febrero de 2013. Después de que los buscadores de accidentes no pudieron encontrar ni el registrador de voz de cabina (CVR) ni los registradores de datos de vuelo (FDR). La aeronave impactó en un ángulo casi vertical a alta velocidad, lo que provocó que la mayoría de los componentes de la aeronave resultaran gravemente dañados y/o no identificables. Se recuperó aproximadamente el 60% de los restos. El humo del cráter continuó durante varios días y los investigadores afirmaron que no se pudo sobrevivir al accidente. Según los informes, los investigadores encontraron solo restos humanos descritos como «nada más grande que los dedos de los pies y las manos».
Los registros obtenidos por Associated Press (AP) mostraron que el capitán Imasuen había vuelto a trabajar como piloto a pesar de haber recibido un disparo en la cabeza años antes en un intento de robo durante un largo descanso del vuelo. Bellview Airlines lo contrató después de haber trabajado en una lechería durante unos 14 años. También hubo un informe no verificado de que había sido suspendido durante 2 semanas de la aerolínea por negarse a volar un avión que no era seguro. La investigación reveló además que el manual de los pilotos incluía páginas en blanco en lugar de información clave de seguridad. El accidente hizo que Estados Unidos criticara a la Autoridad Federal de Aeropuertos de Nigeria (FAAN) por no hacer cumplir las normas de seguridad y la supervisión. También hubo informes no verificados de presuntos saqueos en el lugar del accidente.

### Mal tiempo
La AIB declaró que se formó un gran sistema convectivo cerca de la aeronave en el momento del accidente. Cuando recibieron información de imágenes satelitales de la Agencia Meteorológica de Nigeria (NIMET), además de METAR, las imágenes satelitales mostraron que tanto las imágenes infrarrojas como las de vapor de agua revelaron la presencia de grandes nubes circulares en pareado, especialmente sobre la parte suroeste, incluidos Lagos y también sobre la parte costera del sur de Nigeria. Las células parecidas parecían permanecer estacionarias o moverse lentamente mientras se intensificaban y finalmente se fusionaban para convertirse en una gran célula de nubes a la medianoche sobre la parte suroeste del país; al mismo tiempo el cumulonimbusla nube sobre la costa del sur se debilitó y finalmente se disipó. También hubo un informe de imágenes satelitales producido por Boeing Aircraft Company que indicó una fuerte actividad de tormenta convectiva cerca del lugar del accidente en el momento del accidente. La formación de hielo también podría haber sido un factor, pero solo por encima del nivel de vuelo 150. También hubo un rumor no verificado de que el avión pudo haber sido alcanzado por un rayo y lo hizo estrellarse. Otro rumor no verificado sugirió que el avión pudo haber entrado en pérdida antes de lanzarse al suelo a gran velocidad.

### Terrorismo
La sospecha de explosión en pleno vuelo surgió cuando el área de bodega de carga se recuperó de los restos. Se encontraron pedazos de partes quemadas del fuselaje del lado izquierdo del vientre de la aeronave aproximadamente a 100 pies de distancia del cráter creado por el impacto de la aeronave con el suelo. Las partes quemadas contenían una parte del número de registro y otra sección de la piel con la otra parte del número de registro. Las dos piezas coincidían y se sospechaba que emanaban del lado izquierdo del fuselaje.
Luego, el gobierno nigeriano invitó a los Servicios de Seguridad del Estado de Nigeria y al Buró Federal de Investigaciones (FBI) de Estados Unidos para determinar la causa del accidente y confirmar si ocurrió una explosión en pleno vuelo. El FBI tomó una parte de la parte quemada, hisopos de la superficie interna y externa de la pieza quemada y una parte electrónica que se encuentra dentro de la sección doblada de la pieza de interés, de regreso a sus instalaciones para análisis de laboratorio y examinados para detectar la presencia de residuos explosivos. Los resultados de las pruebas fueron negativos (sin explosión).
Las autoridades también se apresuraron a desestimar las afirmaciones de algunos grupos terroristas de que eran responsables del derribo del avión.

## Conclusiones
La AIB no pudo identificar la causa del accidente, pero consideró varios factores:
- El entrenamiento de piloto al mando (PIC) del Capitán fue inadecuado, y las horas de vuelo acumuladas del piloto en los días previos al accidente indicaron una carga de trabajo excesiva que podría provocar fatiga. La investigación no pudo determinar la condición médica del capitán en el momento del accidente.[1]
- La aeronave tenía una serie de defectos técnicos y no debería haber volado ni para el vuelo del accidente ni para vuelos anteriores. La aerolínea no mantuvo un régimen de operación y mantenimiento dentro de las regulaciones y la supervisión de seguridad de la Autoridad de Aviación Civil de los procedimientos y operaciones del operador fue inadecuada.[1][35][29]

Sin capacidad para reconstruir el vuelo, la investigación no pudo llegar a ninguna conclusión sobre el desempeño de la aeronave o las tripulaciones o el efecto del clima en el vuelo. La AIB no pudo llegar a una conclusión sobre la causa, pero hizo cuatro recomendaciones de seguridad en el informe:
- La Autoridad de Aviación Civil de Nigeria debería mejorar la supervisión del mantenimiento y las operaciones de las aerolíneas.[1]
- La Agencia de Gestión del Espacio Aéreo de Nigeria debería aumentar la cobertura del radar para mejorar los servicios de tráfico aéreo y ayudar en las operaciones de búsqueda y salvamento.[1]
- Bellview debería mejorar sus procedimientos de mantenimiento y autorizaciones.[1]
- Bellview debería revisar su régimen de control de calidad y seguridad.[1]